# STS-94
La STS-94 è una missione spaziale del Programma Space Shuttle lanciata il 1º luglio 1997.

## Equipaggio
L'equipaggio è stato lo stesso della missione STS-83 ed era composto da:
- James D. Halsell, comandante della missione
- Susan L. Still, pilota
- Janice E. Voss
- Donald A. Thomas
- Michael L. Gernhardt
- Roger Crouch
- Greg Linteris

## Parametri della missione
- Massa:
- Perigeo: 296 km
- Apogeo: 300 km
- Inclinazione orbitale:28.5°
- Periodo orbitale: 99.5 min.